# Classe Angeli del Mare
La classe Angeli del Mare o classe De Grazia, talvolta indicata come classe 420, è una classe di navi del Corpo delle capitanerie di porto - Guardia costiera, costituita da tre motovedette destinate a compiti di ricerca e soccorso in mare.

## Caratteristiche
Le unità, progettate per essere autoraddrizzanti ed inaffondabili, sono costituite da uno scafo in lega di alluminio con una lunghezza di 33,60 m e una larghezza di 8,15 m per un dislocamento a pieno carico di circa 150 t; risultando essere le più lunghe navi con queste caratteristiche mai costruite in Italia.
Il sistema di propulsione è costituito da una coppia di motori V16 MTU da 1790 kW (CP 420) o 1857 kW (CP 421) cadauno e da 2 idrogetti Kongsberg che consentono alla motovedetta di raggiungere una velocità massima di 31 kn. L'autonomia è di circa 1000 nmi a 28 kn.
Gli impianti elettrici di bordo sono alimentati da una coppia di generatori Deutz/Coelmo da 85 kW.
La capacità di imbarco è di 200 persone di cui 50 sedute in un locale dedicato, oltre a 10 membri dell'equipaggio. Per il supporto alle operazioni di soccorso sono presenti una gru poppiera da 0,5 t ed un monitore antincendio prodiero con una portata di 75 m³/h.

## Unità
Le prime due unità, costruite presso i cantieri navali Intermarine di Messina, portano i nomi di due ufficiali del Corpo caduti in servizio e decorati di medaglia d'oro al valor di Marina alla memoria.

### Natale De Grazia(CP 420)
Nave De Grazia, finanziata in parte da fondi europei relativi al Fondo Sicurezza Interna 2014/2020, è stata varata il 12 dicembre 2020 presso i cantieri Intermarine, ex cantieri Rodriquez di Messina, alla presenza dell'Ammiraglio Ispettore Capo Giovanni Pettorino, Comandante generale del Corpo delle Capitanerie di porto, di Antonino Parisi e Livio Corghi, rispettivamente Presidente e amministratore delegato di Intermarine, e di Anna Vespia, vedova del capitano di fregata Natale De Grazia, con il ruolo di madrina del varo.

### Roberto Aringhieri(CP 421)
Nave Aringhieri, finanziata in parte da fondi europei relativi al Fondo Sicurezza Interna 2014/2020, è stata varata il 26 maggio 2021 presso i cantieri Intermarine di Messina, alla presenza dell'ammiraglio ispettore Antonio Basile, Vice comandante generale del Corpo delle Capitanerie di porto, di Antonino Parisi, Presidente di Intermarine, e di vari ufficiali della locale direzione marittima.

### Aurelio Visalli (CP 422)
Nave Aurelio Visalli, finanziata in parte da fondi europei relativi al Fondo Sicurezza Interna 2014/2020 il 13 dicembre è stata consegnata alla Guardia Costiera. La cerimonia del varo si è svolta presso i cantieri navali Intermarine S.p.A. (Gruppo Immsi) di Messina, alla presenza del Comandante generale del Corpo delle capitanerie di porto - Guardia costiera, Ammiraglio ispettore capo Nicola Carlone, del Presidente di Intermarine, Antonino Parisi, e della signora Tindara Grosso, madrina dell’evento e vedova del 2° Capo Aurelio Visalli, sui è intitolata l'unità navale, sottufficiale in servizio presso la Capitaneria di porto di Milazzo Medaglia d'Oro al Valor di Marina, che il 20 settembre 2020 ha perso la vita salvando due giovani dalla forza del mare.